# Deaflympics d'été de 1977
Les Deaflympics d'été de 1977, officiellement appelés les XIII World Games of the Deaf, a lieu le 17 juillet 1977 au 27 juillet 1977 à Bucarest, en Roumanie.
Ces Jeux rassemblent 1150 athlètes de 32 pays. Ils participent à dix sports et treize disciplines qui regroupent un total de cent six épreuves officielles.

## Sport
Les Deaflympics d'été de 1977 a treize disciplines dont huit individuelles et cinq en équipe.

### Sports individuels
- Athlétisme
- Cyclisme sur la route
- Lutte libre
- Lutte gréco-romaine
- Natation
- Tennis
- Tennis de table
- Tir sportif

### Sports en équipe
- Basket-ball
- Football
- Handball
- Volleyball
- Water-polo

## Pays participants
Les Deaflympics d'été de 1977 ont accueilli 1150 athlètes de 32 pays: 
- Allemagne de l'Ouest
- Allemagne de l'Est
- Argentine
- Australie
- Autriche
- Belgique
- Bulgarie
- Canada
- Tchécoslovaquie
- Danemark
- États-Unis
- Finlande
- France
- Royaume-Uni
- Hongrie
- Inde
- Iran
- Irlande
- Israël
- Italie
- Japon
- Mexique
- Pays-Bas
- Nouvelle-Zélande
- Norvège
- Pologne
- Roumanie
- Union soviétique
- Turquie
- Suède
- Venezuela
- Yougoslavie

## Compétition

### La France aux Deaflympics
Il s'agit de sa 13e participation aux Deaflympics d'été. 45 athlètes français étaient venus pour concourir sous le drapeau français, et ils ont pu remporter quatre médailles d'argent et une médaille de bronze.